# Amaxia inopinata
Amaxia inopinata là một loài bướm đêm thuộc phân họ Arctiinae, họ Erebidae.